# Handebol de praia nos Jogos Mundiais de 2013
A competição de Beach handball dos Jogos Mundiais de Cali-2013 ocorreu nos dias 02 (fase de grupos), 3 e 4 (fase final). Teve como sede o Cañaveralejo Bull Fighting Ring, em Cali, Colombia.
Foi a primeira vez que o Andebol de Praia fez parte do cronograma oficial dos Jogos.

## Quadro de Medalhas
| Ordem | País    | Medalha de ouro | Medalha de prata | Medalha de bronze |   |
| ----- | ------- | --------------- | ---------------- | ----------------- | - |
| 1     | Brasil  | 2               |                  |                   | 2 |
| 2     | Rússia  |                 | 1                |                   | 1 |
| 2     | Hungria |                 | 1                |                   | 1 |
| 4     | Noruega |                 |                  | 1                 | 1 |
| 4     | Croácia |                 |                  | 1                 | 1 |
| TOTAL | TOTAL   | 2               | 2                | 2                 | 6 |

| Categoria | Ouro   | Prata   | Bronze  |
| --------- | ------ | ------- | ------- |
| Masculino | Brasil | Rússia  | Croácia |
| Feminino  | Brasil | Hungria | Noruega |

## Masculino

### Fase de Grupos

#### Grupo A
| Ranking | Equipe    | V | D | Gols Pró | Gols Contra | Pts |
| ------- | --------- | - | - | -------- | ----------- | --- |
| 1       | Brasil    | 3 | 0 | 141      | 79          | 6   |
| 2       | Rússia    | 2 | 1 | 103      | 95          | 4   |
| 3       | Colômbia  | 1 | 2 | 94       | 111         | 2   |
| 4       | Austrália | 0 | 3 | 63       | 116         | 0   |

|           | AUS   | BRA   | COL   | RUS   |
| --------- | ----- | ----- | ----- | ----- |
| Austrália |       | 0 - 2 | 1 - 2 | 0 - 2 |
| Brasil    | 2 - 0 |       | 2 - 0 | 2 - 0 |
| Colômbia  | 2 - 1 | 0 - 2 |       | 0 - 2 |
| Rússia    | 2 - 0 | 0 - 2 | 2 - 0 |       |

#### Grupo B
| Ranking | Equipe    | V | D | Gols Pró | Gols Contra | Pts |
| ------- | --------- | - | - | -------- | ----------- | --- |
| 1       | Catar     | 3 | 0 | 122      | 103         | 6   |
| 2       | Croácia   | 1 | 2 | 124      | 115         | 2   |
| 3       | Ucrânia   | 1 | 2 | 139      | 144         | 2   |
| 4       | Venezuela | 1 | 2 | 104      | 127         | 2   |

|           | CRO   | QAT   | UKR   | VEN   |
| --------- | ----- | ----- | ----- | ----- |
| Croácia   |       | 0 - 2 | 1 - 2 | 2 - 0 |
| Catar     | 2 - 0 |       | 2 - 1 | 2 - 0 |
| Ucrânia   | 2 - 1 | 1 - 2 |       | 1 - 2 |
| Venezuela | 0 - 2 | 0 - 2 | 2 - 1 |       |

### Fase Final
|  | Semifinais          | Semifinais          |   |                     | Final               | Final |  |
|  |                     |                     |   |                     |                     |       |  |
|  | 3 de agosto de 2013 |                     |   |                     |                     |       |  |
|  | Brasil              | 2                   |   |                     |                     |       |  |
|  | Croácia             | 1                   |   |                     |                     |       |  |
|  |                     |                     |   |                     |                     |       |  |
|  |                     |                     |   |                     | 4 de agosto de 2013 |       |  |
|  |                     |                     |   |                     | Brasil              | 2     |  |
|  |                     | Rússia              | 0 |                     |                     |       |  |
|  |                     |                     |   |                     |                     |       |  |
|  |                     |                     |   |                     |                     |       |  |
|  |                     |                     |   |                     | Terceiro lugar      |       |  |
|  | 3 de agosto de 2013 | 3 de agosto de 2013 |   | 4 de agosto de 2013 | 4 de agosto de 2013 |       |  |
|  | Catar               | 1                   |   | Croácia             | 2                   |       |  |
|  | Rússia              | 2                   |   |                     | Catar               | 1     |  |

### Campeão
| Handebol de praia nos Jogos Mundiais de 2013 |
| -------------------------------------------- |
| Brasil Campeão (Bicampeão)                   |

## Feminino

### Fase de Grupos

#### Grupo A
| Ranking | Equipe        | V | D | Gols Pró | Gols Contra | Pts |
| ------- | ------------- | - | - | -------- | ----------- | --- |
| 1       | Noruega       | 3 | 0 | 116      | 78          | 6   |
| 2       | Taipé Chinesa | 1 | 2 | 116      | 122         | 2   |
| 3       | Uruguai       | 1 | 2 | 75       | 70          | 2   |
| 4       | Austrália     | 1 | 2 | 60       | 97          | 2   |

|               | AUS   | TPE   | NOR   | URU   |
| ------------- | ----- | ----- | ----- | ----- |
| Austrália     |       | 2 - 1 | 0 - 2 | 0 - 2 |
| Taipé Chinesa | 1 - 2 |       | 1 - 2 | 2 - 0 |
| Noruega       | 2 - 0 | 2 - 1 |       | 2 - 0 |
| Uruguai       | 2 - 0 | 0 - 2 | 0 - 2 |       |

#### Grupo B
| Ranking | Equipe   | V | D | Gols Pró | Gols Contra | Pts |
| ------- | -------- | - | - | -------- | ----------- | --- |
| 1       | Brasil   | 3 | 0 | 112      | 50          | 6   |
| 2       | Hungria  | 2 | 1 | 88       | 68          | 4   |
| 3       | Colômbia | 1 | 2 | 63       | 80          | 2   |
| 4       | Tunísia  | 0 | 3 | 40       | 105         | 0   |

|          | BRA   | COL   | HUN   | TUN   |
| -------- | ----- | ----- | ----- | ----- |
| Brasil   |       | 2 - 0 | 2 - 1 | 2 - 0 |
| Colômbia | 0 - 2 |       | 0 - 2 | 2 - 0 |
| Hungria  | 1 - 2 | 2 - 0 |       | 2 - 0 |
| Tunísia  | 0 - 2 | 0 - 2 | 0 - 2 |       |

### Fase Final
|  | Semifinais          | Semifinais          |   |                     | Final               | Final |  |
|  |                     |                     |   |                     |                     |       |  |
|  | 3 de agosto de 2013 |                     |   |                     |                     |       |  |
|  | Noruega             | 1                   |   |                     |                     |       |  |
|  | Hungria             | 2                   |   |                     |                     |       |  |
|  |                     |                     |   |                     |                     |       |  |
|  |                     |                     |   |                     | 4 de agosto de 2013 |       |  |
|  |                     |                     |   |                     | Hungria             | 1     |  |
|  |                     | Brasil              | 2 |                     |                     |       |  |
|  |                     |                     |   |                     |                     |       |  |
|  |                     |                     |   |                     |                     |       |  |
|  |                     |                     |   |                     | Terceiro lugar      |       |  |
|  | 3 de agosto de 2013 | 3 de agosto de 2013 |   | 4 de agosto de 2013 | 4 de agosto de 2013 |       |  |
|  | Brasil              | 2                   |   | Noruega             | 2                   |       |  |
|  | Taipé Chinesa       | 0                   |   |                     | Taipé Chinesa       | 0     |  |

### Campeão
| Handebol de praia nos Jogos Mundiais de 2013 |
| -------------------------------------------- |
| Brasil Campeão (2º título)                   |